# Třída G 37
Třída G 37 byla třída torpédoborců německé Kaiserliche Marine z období první světové války. Celkem bylo postaveno šest jednotek této třídy. Společně představovaly jednu půlflotilu torpédoborců. Tři torpédoborce byly ztraceny za první světové války a zbývající tři po válce internovány ve Scapa Flow, kde je v roce 1919 během incidentu ve Scapa Flow potopila vlastní posádka.

## Stavba
Celkem bylo objednáno šest jednotek této třídy. Představovaly mobilizační typ 1914. Poslední dvě jednotky měly prodloužený trup, aby pojmuly více paliva. Jejich kýly byly založeny roku 1914 v loděnici Germaniawerft v Kielu. Do služby byly přijaty roku 1915.
Jednotky třídy G 37:
| Jméno | Zahájení stavby | Spuštění na vodu | Zařazena do služby | Status |
| ----- | --------------- | ---------------- | ------------------ | --- |
| G 37  | 1914            | 1914             | 1915               | Dne 4. listopadu 1917 v Severním moři potopen minou.                                                      |
| G 38  | 1914            | 1914             | 1915               | V listopadu 1918 internován ve Scapa Flow. Dne 21. června 1919 potopen vlastní posádkou.                  |
| G 39  | 1914            | 1915             | 1915               | V listopadu 1918 internován ve Scapa Flow. Dne 21. června 1919 potopen vlastní posádkou.                  |
| G 40  | 1914            | 1915             | 1915               | V listopadu 1918 internován ve Scapa Flow. Dne 21. června 1919 potopen vlastní posádkou.                  |
| G 41  | 1914            | 1915             | 1915               | Dne 3. října 1918 v Bruggách potopen vlastní posádkou.                                                    |
| G 42  | 1914            | 1915             | 1915               | Dne 21. dubna 1917 byl v Doverské úžině potopen ve střetu s britskými torpédoborci HMS Swift a HMS Broke. |

## Konstrukce
Hlavní výzbroj představovaly tři 88mm kanóny TK L/45 C/14, šest 500mm torpédometů (dva dvojité, dva jednoduché) se zásobou osmi torpéd a až 24 námořních min. Pohonný systém tvořily tři kotle Marine a dvě parní turbíny Germania o výkonu 24 000 hp, pohánějící dva lodní šrouby. Měly dva komíny. Nejvyšší rychlost dosahovala 34 uzlů. Neseno bylo 299 tun topného oleje. Dosah byl 1685 námořních mil při rychlosti sedmnáct uzlů.

### Modifikace
Poslední torpédoborce G 41 a G 42 měly o 2,5 metru prodloužený trup. Pojmuly tak 326 tun paliva. Rychlost klesla na 33,5 uzlu. Dosah se zvětšil na 1950 námořních mil při rychlosti sedmnáct uzlů.